# 9 Pułk Ułanów (Księstwo Warszawskie)
9 Pułk Ułanów – oddział jazdy polskiej Armii Księstwa Warszawskiego.

## Formowanie i zmiany organizacyjne
Sformowany w 1809 roku w Wielkopolsce ze ściągniętej przez Dąbrowskiego z Chełmna kadry z zakładu pułkowego 6 p.uł i ze sformowanych w departamencie kaliskim w oparciu o zakład 4 psk dwóch nowych szwadronów. W końcu lipca zasilił go także oddział jazdy kujawskiej przyprowadzony przez szefa szwadronu Modlińskiego.
Do września tego roku był liczony w broni strzelców konnych i występował jako Jazda Poznańska, a do 28 grudnia 1809 nazywany 3 Pułkiem Jazdy Galicyjsko-Francuskiej. Wchodził w skład Dywizji Gdańskiej. Pod koniec 1809 roku pułk liczył 936 żołnierzy. Początkowo stacjonował w Koninie.

## Mundur
W 1809 roku do września, występując jako regimentem strzelców konnych, nosił zielone mundury z czarnymi wyłogami.
Od 1810 roku obowiązywała następująca barwa munduru:
 Kołnierz pąsowy z granatową wypustką; rabaty granatowe z białą wypustką.
  Wyłogi rękawów granatowe z białą wypustką
- wyłogi pół granatowe z białą wypustką

## Dowódcy pułku
Pułkiem dowodzili:
- płk Feliks Przyszychowski (8 sierpnia 1809)
- płk Jan Maksymilian Fredro (18 stycznia 1813).

## Walki pułku
Pułk brał udział w walkach w czasie inwazji na Rosję 1812 roku i kampanii 1813 roku.
Bitwy i potyczki
- Oszmiana (30 czerwca 1812)
- Wilejka (początek lipca 1812)
- Ljady (13 sierpnia 1812)
- Krasne (15 sierpnia 1812)
- Smoleńsk (17 sierpnia 1812)
- Wiaźma (29 sierpnia 1812)
- Jelnia (5 września 1812)
- Możajsk (7 września 1812)
- Czeryków (29 września 1812)
- Tarutina (4 października 1812)
- Malojarosławiec (24 października 1812)
- Berezyna (28 listopada 1812)
- obrona Gdańska (1813).